# Carabodes excellens
Carabodes excellens är en kvalsterart som beskrevs av Balogh och Sandór Mahunka 1969. Carabodes excellens ingår i släktet Carabodes och familjen Carabodidae. Inga underarter finns listade.